# 角色歌曲
角色歌曲（日语： kyarakutā songu，簡稱），也稱為角色歌，是動畫、漫畫、電影、電視劇、電子遊戲等作品所搭配的歌曲或專輯。有時角色歌曲會由角色的演員和配音員（聲優）演唱，目的是讓人覺得這首歌符合角色的個性。

## 概要
角色歌曲被視為作品成功的關鍵之一，因為它會注重角色形象，並能夠表現出無法直接從作品中得知的角色特色。有時角色歌曲會被融入動畫本身中，例如《狂亂家族日記》，其中每個主角都會唱一首角色歌曲作為片尾曲，每首歌都有各自不同的動畫，另一個例子是OVA《網球王子》的片頭曲和片尾曲均由角色演唱。
不只主角有角色歌曲，傑克斯·馬吉斯、東方不敗亞洲盟主、惡魔獸、藍染惣右介等反派或對立角色也有自己的角色歌曲。
另外，有些人會因為喜歡演員或配音員，而購買他演唱的角色歌曲。知名配音員林原惠就是一個例子，他在職業生涯中發行了許多CD與專輯，其中包含了她配音的角色的角色歌曲。

## 歷史

### 起源
角色歌曲的起源可以追溯到日本開始播放動畫的1960年代。1963年的動畫《狼少年肯》中由聲優水垣洋子演唱的插曲〈波波與奇奇之歌〉可能是第一首由聲優演唱的歌曲，然而當時歌手的名字是水垣，並不是角色歌的名字。而並沒有發行唱片，但是聲優以角色身份演唱插曲，可以追溯到1934年由伊藤久男與村山雪子主演的。
另一方面，在美國，1937年電影《白雪公主》中，飾演白雪公主的阿德里亚娜·卡塞洛蒂與飾演王子的亨利·史托克維爾等演員演唱的插曲收錄於原聲專輯《白雪公主》中。
1969年播放的《海螺小姐》在隔年（1970年）由東芝音樂工業發行了配音河豚田海螺的加藤綠與配音磯野鰹的高橋和枝演唱的插曲，歌曲的內容為「海螺和鰹唱他們自己」，但歌手的名字是聲優加藤與高橋。
此後，1977年播出的《小雙俠》的片尾曲〈天才杜倫布〉由飾演杜倫布賊黨的小原乃梨子、八奈見乘兒和立壁和也演唱。1979年的大山版《哆啦A夢》中，插曲〈おれはジャイアンさまだ!〉由飾演胖虎的立壁和也演唱。 1983年播出的《金肉人》中，片尾曲由飾演金肉人的神谷明演唱。因此，由配音員演唱「角色歌曲」的風格就確立了。
1982年的《超時空要塞》是以歌曲為主題的動畫，其中飾演林明美的飯島真理演唱了許多的歌曲，這些歌曲登上了現實的排行榜，並成為虚拟偶像的先驅，不過當時歌手的名字是飯島。

### 誕生
第一個以角色名義而非演員名義演唱的歌曲可能是1986年《相聚一刻》的插曲〈預感〉，此曲由飾演女主角音無響子的島本須美演唱，並且在片尾歌手的名字是音無響子而非島本。另外，收錄此曲的EP封面是響子戴著耳機在麥克風前，讓人有「角色演唱」的感覺。
1989年的《亂馬½》中，各種角色歌的構思不斷湧現。1991年4月3日讀賣新聞晚間版第3頁刊登了題為《你知道作為歌手的早乙女亂馬和天道茜嗎？CD正大受歡迎》的文章。並於1992年開始以「亂馬的企畫音盤」為名發行一系列角色歌曲專輯。而且作品的女主角也組成了聲優組合「DoCo」，在音樂發行方面對之後的動畫作品產生了很大的影響。
自1991年《亂馬½》上映以來，聲優以其所飾演角色的名義演唱的歌曲以單曲形式發行的情況屢見不鮮。例如，1992年的《绝对无敌》、1994年的《GS美神》、《美少女戰士R》和電影《幽遊白書》以及 1995年的OVA《宇宙騎士BLADE II》和《魔法騎士》都發行了特定角色的單曲。
1996年《櫻花大戰》的女主角既是戰士又是舞台演員，並以帝國華擊團的身份發行了包括〈檄！帝國華擊團〉在內的許多角色歌曲。不僅如此，他們還演出了一部名為〈歌謠秀〉的音樂劇，其中聲優實際上是以角色的身份在舞台上表演，開始了角色歌曲的現場表演。

### 確立
1990年代後期至2000年代，以角色名義的歌曲和聲優組合的數量不斷增加。特別是2001年的《網球王子》系列，已經製作了約400件作品和800首角色歌曲（截至2016年）。 2005年，《魔法老師》的CD發行在動畫播出之前就開始了，發行的許多歌曲，包括片頭曲和片尾曲，都獲得了廣泛好評。2006年，《涼宮春日的憂鬱》以片尾曲〈晴天愉快〉和角色們唱歌跳舞的影像引發了巨大的熱潮，而其他角色歌單曲也銷量良好。
於是，以角色歌曲作為動畫主題曲，再以單曲或專輯的形式發行更多角色歌曲的趨勢就形成了。
2005年開始的《偶像大師系列》，是一個以偶像為主題的訓練模擬遊戲的媒體混合計畫。截至2020年7月，累計出道偶像超過300人，創作歌曲超過1000首。